# Спрингора, Ванесса
Ванесса Спрингора (фр. Vanessa Springora, род. 16 марта 1972[…], Париж) — французская писательница, издатель и кинорежиссёр. Она является автором мемуаров «Согласие», в которых описывается сексуальное насилие, которое она пережила, начиная с 14 лет, со стороны писателя Габриэля Мацнеффа, которому тогда было 49 лет. Книга стала бестселлером и привела к изменению возраста согласия во Франции.

## Ранние годы
Ванесса родилась и выросла в Париже со своей матерью, она училась в колледже Жака-Превера, а затем в лицее Фенелона в Париже, прежде чем получить диплом по современной литературе в Сорбоннском университете.

## Карьера
В 2003 году она начала работать в Национальном аудиовизуальном институте в качестве сценариста и режиссёра, а в 2006 году присоединилась к издательству Éditions Julliard в качестве помощника редактора. Она написала сценарии для фильма Dérive (2006) и телесериала Quotidien (2016). В 2019 году она была назначена главой Éditions Julliard.

### Согласие
В начале января 2020 года Спрингора опубликовала мемуары Le Consentement (Согласие), в которых она описывает, как с 14 лет за ней ухаживал и подвергал её сексуальному насилию писатель Габриэль Мацнефф, которому тогда было 49 лет. В мемуарах она описывает себя как уязвимого подростка, ребёнка разведённых родителей, впервые встретившего Мацнеффа, когда ей было 13 лет. В книге описывается, как Мацнефф активно преследовал её, писал ей письма, ждал её возле школы и преследовал на улице. Мемуары Спрингора имели успех у критиков и коммерческий успех, быстро стали бестселлером. Эта история также шокировала французский издательский мир, поскольку освещала историю педофилии и секс-туризма, которую Мацнефф обсуждал и описывал в своих книгах на протяжении десятилетий. Мацнефф не скрывал своей сексуальной активности. В 1975 году он появился в ток-шоу Apostrophes для продвижения своего эссе Les moins de seize ans («Младше 16 лет»), в котором он обсуждал сексуальные отношения с лицами моложе 16 лет. Позже он написал анонимный отчёт о своих отношениях со Спрингора в книге La Prunelle de mes yeux (Gallimard, 1995).
Последствия были значительными. Все три издателя Мацнеффа прекратили с ним работу; пожизненная стипендия была отменена; и французское правительство объявило, что введёт возраст согласия 15 лет. Скандал и продолжающееся уголовное преследование также привлекли внимание ряда высокопоставленных фигур французского общества, которые поддерживали Мацнеффа и общались с ним (в том числе Франсуа Миттеран, Жан-Мари Ле Пен, модельер Ив Сен-Лоран и его партнёр Пьер Берже). Французский политик Кристоф Жирар утверждал, что не знал о педофилии Мацнеффа, несмотря на давнюю связь с писателем. Под давлением общественности в июле 2020 года Жирар ушёл с поста заместителя мэра Парижа.
Le Consentement был опубликован HarperVia на английском языке как Consent (перевод Наташи Лерер) в феврале 2021 года. Критик Парул Сегал в The New York Times похвалила мемуары и перевод и отметила влияние книги: «По всем мыслимым показателям её книга — триумф».
В сентябре 2021 года группа компаний Editis объявила, что Ванесса Спрингора прекращает руководить Éditions Julliard.